# Сервон-сюр-Вилен
Сервон-сюр-Вилен (фр. Servon-sur-Vilaine) — коммуна на северо-западе Франции, находится в регионе Бретань, департамент Иль и Вилен, округ Ренн, кантон Шатожирон. Расположена в 18 км к востоку от Ренна, на правом берегу реки Вилен. Через территорию коммуны проходит национальная автомагистраль N157. 
Население (2019) — 3 804 человека. 

## История
Сервон был основан на пересечении двух римских дорог: из Нанта в Авранш и из Парижа в Ренн, в окрестностях коммуны еще можно найти их следы. В Средние века сеньоры Сервон построили на берегу Вилена замок, позволявший им контролировать дорогу и брод через реку. 
В середине XIX века в Сервоне была открыта литейная мастерская Brisou, производившая сохранившиеся в большом количестве канализационные плиты и водосточные желоба. Производство закрылось в 1990-х годах.

## Достопримечательности
- Неоготическая церковь Святого Мартина Турского конца XIX века, построенная на месте средневековой церкви
- Шато дю Гюэ XVII—XVIII веков со старинной мельницей

## Экономика
Структура занятости населения:
- сельское хозяйство — 3,2 %
- промышленность — 43,3 %
- строительство — 7,8 %
- торговля, транспорт и сфера услуг — 39,4 %
- государственные и муниципальные службы — 6,4 %

Уровень безработицы (2018) — 5,9 % (Франция в целом —  13,4 %, департамент Иль и Вилен — 10,4 %). 

Среднегодовой доход на 1 человека, евро (2018) — 24 610 (Франция в целом — 21 730, департамент Иль и Вилен — 22 230).

## Демография
Динамика численности населения, чел.

## Администрация
Пост мэра Сервон-сюр-Вилена с 2020 года занимает Мелен Морен (Melaine Morin). На муниципальных выборах 2020 года возглавляемый им независимый список победил в 1-м туре, получив 67,89 % голосов.
| Период | Период | Фамилия          | Партия                                                   | Примечания                                 |
| ------ | ------ | ---------------- | -------------------------------------------------------- | ------------------------------------------ |
| 1983   | 1989   | Люсьен Моро      |                                                          | учитель                                    |
| 1989   | 1995   | Альбер Гийё      |                                                          |                                            |
| 1995   | 2008   | Мари-Клод Гатель | Союз за французскую демократию Союз за народное движение | учительница                                |
| 2008   | 2020   | Жозеф Жан        | Разные левые                                             | менеджер сельскохозяйственного кооператива |
| 2020   |        | Мелен Морен      |                                                          |                                            |

## Галерея

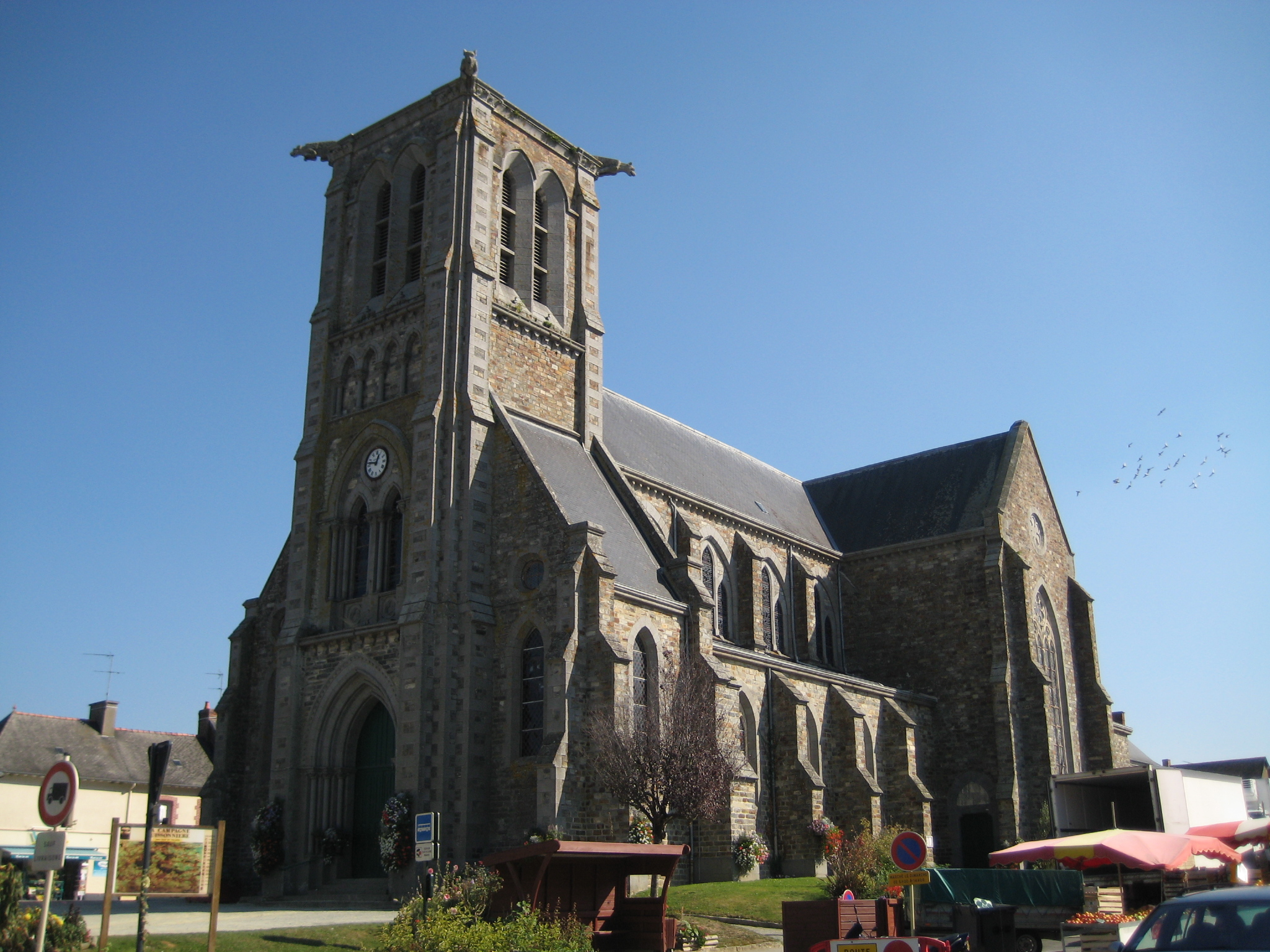
Церковь Святого Мартина Турского
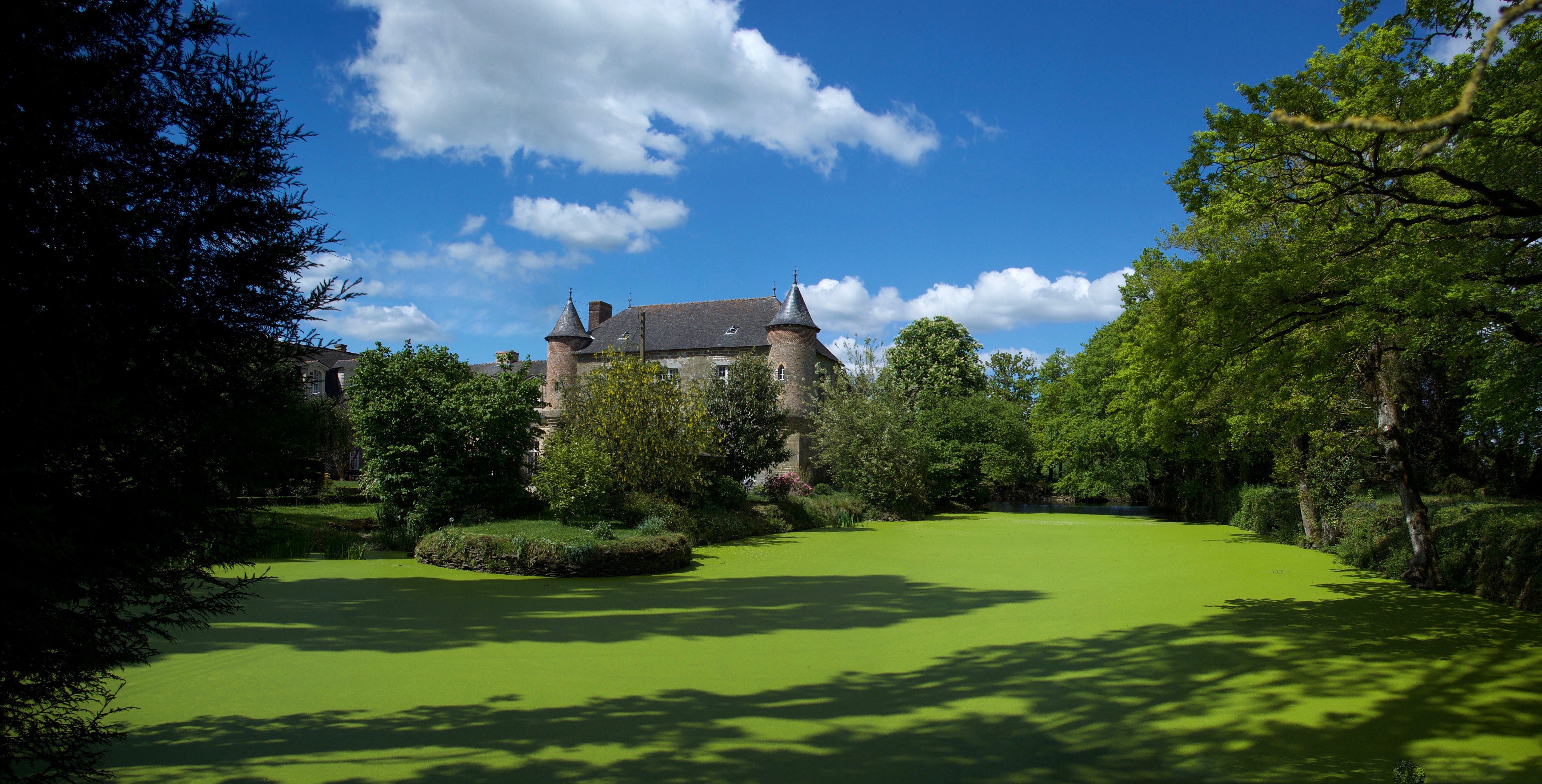
Шато дю Гюэ